# Тургенево (Александровский район)
Тургенево — деревня в Александровском районе Владимирской области России, входит в состав Краснопламенского сельского поселения.

## География
Деревня расположена в 18 км на юго-запад от центра поселения посёлка Красное Пламя и в 30 км на северо-запад от города Александрова.

## История
В конце XIX — начале XX века деревня входила в состав Тирибровской волости Александровского уезда. В 1859 году в деревне числилось 16 дворов, в 1905 году — 25 дворов, в 1926 году — 37 дворов.
С 1929 года деревня входила в состав Березинского сельсовета Александровского района, с 1941 года — в составе Успено-Мухановского сельсовета Струнинского района, с 1965 года — в составе Александровского района, с 1969 года — в составе Искровского сельсовета, с 2005 года — в составе Краснопламенского сельского поселения.

## Население
| 1859 | 1905 | 1926 | 2002 | 2010 | 2021 |
| ---- | ---- | ---- | ---- | ---- | ---- |
| 118  | ↗122 | ↗196 | ↘7   | ↘2   | ↗20  |